# Titibauria (Ort)
Titibauria ist eine osttimoresische Siedlung im Suco Fatubessi (Verwaltungsamt Maubisse, Gemeinde Ainaro). Das Dorf befindet sich im Zentrum der Aldeia Titibauria, auf einer Meereshöhe von 1235 m. Seine Gebäude liegen verstreut an der Straße von Tutu-Fili nach Caitara, die die Aldeia in Nord-Süd-Richtung durchquert. Der nächstgelegene Ort im Süden ist Fada Tuto, nördlich schießt sich jenseits der Aldeiagrenze gleich das Dorf Caitara an. Ein Nebenfluss des Oharlefa fließt westlich von Titibauria. Die Flüsse gehören zum System des Nördlichen Laclós gehört.